# Hippodrome de Longchamp

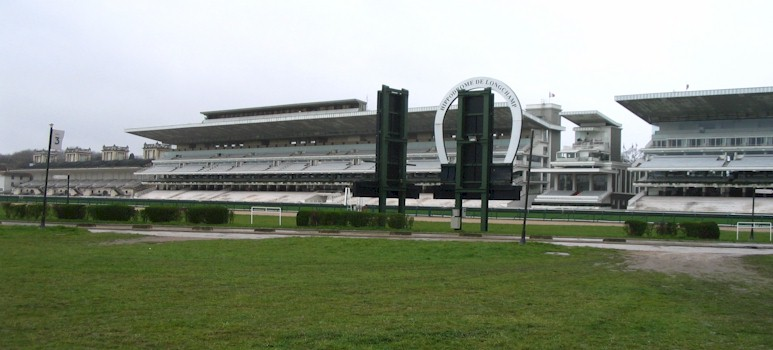
Hippodrome de Longchamp

Terreinoverzicht van de Hippodrome de Longchamp met links de tribunes (2006)

De Hippodrome de Longchamp is een paardensportterrein van 57 hectare in het Bois de Boulogne in Parijs.
Het gebied, dat langs de oevers van de Seine ligt, wordt gebruikt voor drafbaanrennen en bestaat uit dooreengevlochten renbanen variërend in lengte van 1000 tot 4000 meter en een beroemde heuvel, die voor de renners een ware uitdaging vormt. Het hoogtepunt van het jaar vormt de Prix de l'Arc de Triomphe, een race in de eerste week van oktober waaraan paarden van drie jaar of ouder uit de hele wereld deelnemen.
De eerste race op de Hippodrome de Longchamp werd gehouden op 27 april 1857 in aanwezigheid van keizer Napoleon III en zijn echtgenote Eugénie, die per boot over de Seine waren gearriveerd. Voor 1930 kwamen veel Parijzenaars per stoomboot of ander vaartuig naar de hippodroom om het spektakel bij te wonen. Het echtpaar was in gezelschap van onder anderen de jongste broer van Napoleon Bonaparte, Jérôme, en zijn zoon prins Napoleon. Welgestelden die niet tot de aristocratie behoorden, werden niet toegelaten tot het koninklijke gedeelte van het terrein en moesten er genoegen mee nemen de race te moeten gadeslaan vanuit hun in het gras opgestelde barouches.
Enkele kunstenaars hebben de taferelen op deze racebaan vastgelegd, onder wie Édouard Manet in 1867 en Edgar Degas in 1871.

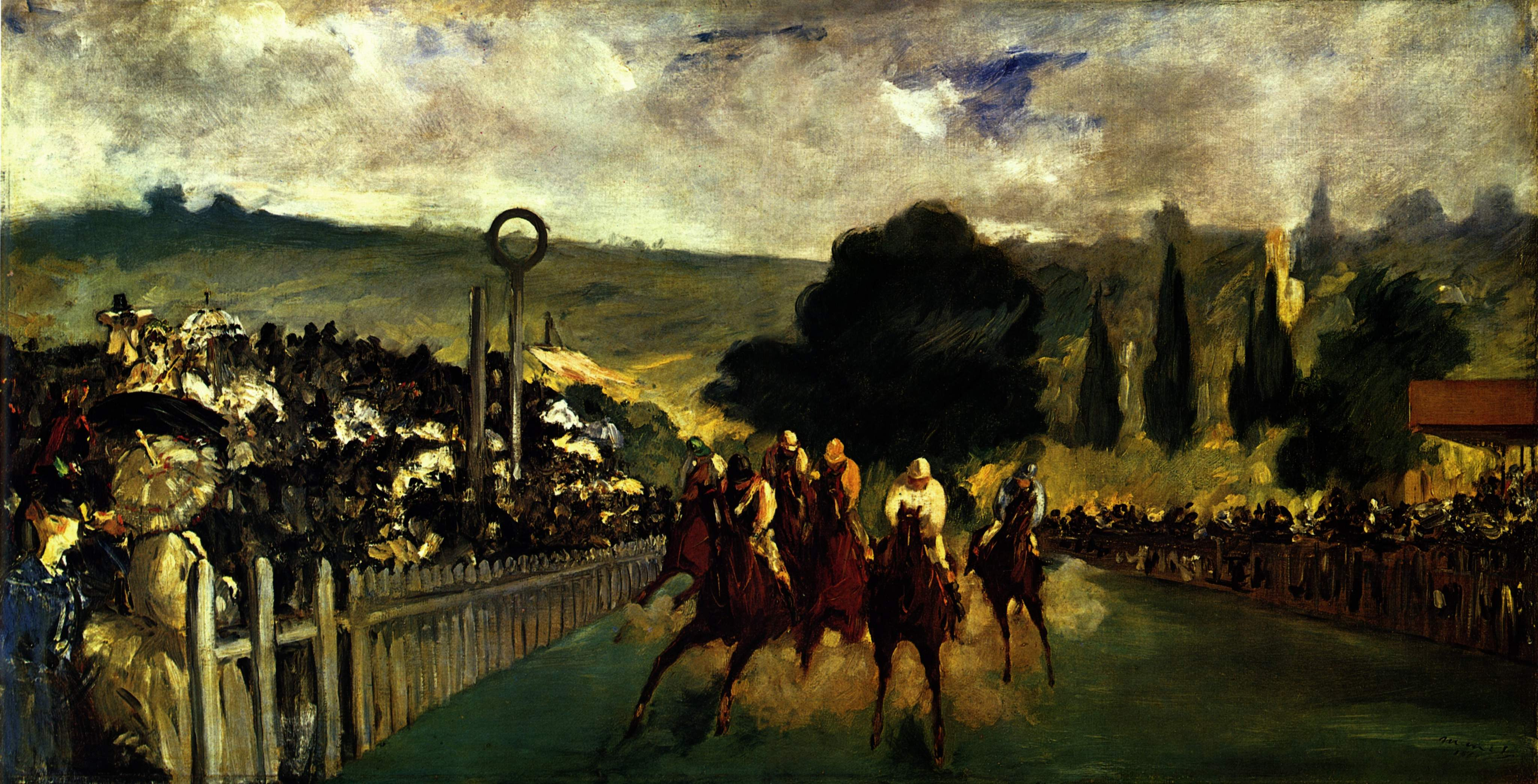
Les Courses à Longchamp van Édouard Manet, 1867

## Trivia
- Het in 1948 opgerichte Franse bedrijf in luxe lederwaren Longchamp is naar de hippodroom vernoemd.